# Hydropsyche teruela
Hydropsyche teruela là một loài Trichoptera trong họ Hydropsychidae. Chúng phân bố ở miền Cổ bắc.